# Бойно поле (филм)
„Бойно поле“ (на английски: Battleground) е американски военен филм от 1949 г., който проследява рота от 327-ми пехотен планерен полк, 101-ва въздушнодесантна дивизия, докато се биe при обсадата на Бастон по време на битката при Булдж през Втората световна война. Във филма участват Ван Джонсън, Джон Ходиак, Рикардо Монталбан и Джордж Мърфи, Джеймс Уитмор. Режисьор е Уилям Уелман по сценарий на Робърт Пирош.

## Сюжет
Филмът представя човешката, уязвима страна на американските войници. Въпреки че остават непоколебими и смели, всеки войник има поне един момент във филма, когато сериозно обмисля да избяга, планира да бъде върнат от фронтовата линия, да вземе отпуска или се оплаква от ситуацията, в която се намира. Един критик описва „Бойно поле“ като първия значим американски филм за Втората световна война, направен и пуснат след края на войната.

## В ролите
| Актьор            | Роля                           |
| ----------------- | ------------------------------ |
| Ван Джонсън       | Редник първи клас Холи         |
| Джон Ходиак       | Редник Доналд Джарвес          |
| Рикардо Монталбан | Редник Джони Родеригес         |
| Джордж Мърфи      | Редник Ърнест Дж. (Поп) Стазак |
| Маршал Томпсън    | Редник Джим Лейтън             |
| Джеръм Кортланд   | Редник Абнър Спудлер           |
| Дон Тейлър        | Ефрейтор Стандиферд            |
| Джеймс Уитмор     | Щаб сержант Кини               |

## Прием
„Бойно поле“ е най-касовият филм на MGM за предходните пет години. Според отчетите на студиото той е спечелил 4 722 000 щатски долара в САЩ и Канада и 1 547 000 щатски долара в други държави, което е довело до печалба от 2 388 000 щатски долара. Филмът е оценен от Photoplay като най-добрата лента на годината.
MGM пуска подобен филм през 1951 г., Go for Broke! , също с участието на Ван Джонсън и режисиран от Пирош.